# Christian Ekberg
Hardy Christian Ekberg, född den 24 januari 1967, är en svensk kärnkemist och professor vid Chalmers Tekniska Högskola i Göteborg.
Ekberg disputerade 1999 vid Chalmers Tekniska Högskola på en avhandling om analys av löslighet hos aktinider, vilket har tillämpningar bland annat vid upparbetning och slutförvar av använt kärnbränsle. Han gjorde sin post-doc vid Australian Nuclear and Safety Organisation (ANSTO) och blev sedan 2002 docent i kärnkemi. År 2007 blev han förste innehavare av Stena Metalls professur i Industriell materialåtervinning. 2012 blev han även professor i kärnkemi. 
Ekberg har kartlagt, beskrivit och utvecklat olika koncept för separation, återvinning och transmutation av kärnavfall. Han har också drivit forsknings- och utvecklingsprojekt för separation och återvinning av metaller från uttjänta batterier, solceller, elektronikkomponenter (WEEE - waste electrical and electronic equipment) och andra avfallsflöden.
Ekbergs vetenskapliga publicering är inom områden som aktinidkemi, vätskeextraktion, separationsprocesser med mera och har 2024 enligt Google Scholar över 8 500 citeringar och ett h-index på 47.
Ekberg blev 2014 invald i Kungl. Ingenjörsvetenskapsakademin (IVA).